# 토렐리 정리
대수기하학에서 토렐리 정리(Torelli定理, 영어: Torelli theorem)는 리만 곡면이 그 야코비 다양체에 의하여 결정된다는 정리다. 즉, 리만 곡면의 모듈라이 공간에서 야코비 다양체로의 사상은 단사 함수이다. K3 곡면과 칼라비-야우 다양체의 경우에도 유사한 정리가 존재한다.

## 정의
종수가 {\displaystyle g}인 리만 곡면들의 모듈러스 공간 {\displaystyle {\mathcal {M}}_{g}}는 ({\displaystyle g>1}인 경우) {\displaystyle 3g-3}차원 복소 공간이다. {\displaystyle g}차원 복소 주극성화 아벨 다양체의 모듈러스 공간
{\displaystyle {\mathcal {A}}_{g}\cong \operatorname {Sp} (2g;\mathbb {Z} )\backslash \operatorname {Sp} (2g;\mathbb {R} )/\operatorname {U} (g)}
은 {\displaystyle g(g+1)/2}차원 복소 공간이다. 주기 사상(period mapping)에 의하여, 주어진 종수 {\displaystyle g}의 리만 곡면 {\displaystyle \Sigma _{g}}로부터 그 야코비 다양체
{\displaystyle J(\Sigma _{g})=H^{1}(\Sigma _{g};\mathbb {C} )/H^{1}(\Sigma _{g};\mathbb {Z} )}
를 정의할 수 있다. 야코비 다양체는 {\displaystyle g}차원 아벨 다양체이므로, 이는 리만 곡면 모듈러스 공간 {\displaystyle {\mathcal {M}}_{g}}에서 아벨 다양체 모듈러스 공간 {\displaystyle {\mathcal {A}}_{g}}로 가는 사상
{\displaystyle \iota \colon {\mathcal {M}}_{g}\to {\mathcal {A}}_{g}}
를 정의한다. 토렐리 정리에 따르면, 이는 단사 함수이다.

## 예
종수가 {\displaystyle g=0}인 경우, {\displaystyle {\mathcal {M}}_{0}}와 {\displaystyle {\mathcal {A}}_{0}} 둘 다 하나의 점이므로 토렐리 정리는 자명하다.
{\displaystyle g=1}인 경우,
{\displaystyle {\mathcal {M}}_{0}\cong {\mathcal {A}}_{1}\cong \mathbb {H} /\operatorname {PSL} (2;\mathbb {Z} )}
이다. (종수 1의 리만 곡면과 1차원 아벨 다양체 둘 다 타원 곡선이다.) 이 경우 주기 사상은 단사 함수일 뿐만 아니라 전단사 함수이다.
종수가 {\displaystyle g=2,3}인 경우에도 {\displaystyle \dim {\mathcal {M}}_{g}=\dim {\mathcal {A}}_{g}}이다. 이 경우, {\displaystyle \iota ({\mathcal {M}}_{g})\subset {\mathcal {A}}_{g}}의 폐포는 {\displaystyle {\mathcal {A}}_{g}} 전체이다.
종수가 {\displaystyle g\geq 4}인 경우 {\displaystyle \dim {\mathcal {M}}_{g}<\dim {\mathcal {A}}_{g}}이다. 이 경우, {\displaystyle \iota ({\mathcal {M}}_{g})\subset {\mathcal {A}}_{g}}는 진부분집합이며, 이를 결정짓는 문제를 숏키 문제(영어: Schottky problem)라고 한다.

## 역사
루제로 토렐리(이탈리아어: Ruggiero Torelli)가 1913년 증명하였다.